# Atletiek op de Paralympische Zomerspelen 2024 - 800 m mannen T54
De 800 meter voor mannen klasse T54 op de Paralympische Zomerspelen 2024 vond plaats van op 1 september in het Stade de France. Deze klasse is voor atleten met onderbreking van de zenuwen in de lagere delen van de rug, zonder beenfunctie, maar met een bijna volledige armfunctie en een redelijke tot normale rompfunctie. De winnaar van 2020 was Marcel Hug uit Zwitserland. Hij werd in 2024 opgevolgd door Jin Hua uit China, zijn landgenoot Dai Yunqiang  behaalde het zilver en Marcel Hug won de bronzen medaille.

## Records
Voorafgaand aan het toernooi waren dit het wereldrecord en het Paralympisch record.
| Wereldrecord        | Zwitserland Marcel Hug            | 1:27.76 | Arbon | 21 mei 2023      |
| Paralympisch record | Verenigde Staten Daniel Romanchuk | 1:31.83 | Tokio | 2 september 2021 |

## Series
De eerste drie van beide series kwalificeerden zich direct voor de finale. Van de overgebleven atletes kwalificeerden bovendien de twee snelsten zich voor de finale.

#### Serie 1
| Rang | Naam               | Naam | Tijd    | Bijz. |
| ---- | ------------------ | ---- | ------- | ----- |
| 1    | Athiwat Paeng-Nuea | THA  | 1:35.93 | Q     |
| 2    | Nathan Maguire     | GBR  | 1:35.93 | Q     |
| 3    | Yang Hu            | CHN  | 1:36.00 | Q     |
| 4    | Yassine Gharbi     | TUN  | 1:36.30 |       |
| 5    | Faisal Alrajehi    | KUW  | 1:36.92 |       |
| 6    | Putharet Khongrak  | THA  | 1:41.11 |       |
| 7    | Luke Bailey        | AUS  | 1:51.34 |       |

### Serie 2
| Rang | Naam             | Naam | Tijd    | Bijz.     |
| ---- | ---------------- | ---- | ------- | --------- |
| 1    | Jin Hua          | CHN  | 1:31.50 | Q, PR, PB |
| 2    | Daniel Romanchuk | USA  | 1:31.78 | Q         |
| 3    | Marcel Hug       | SUI  | 1:33.18 | Q         |
| 4    | Yunqiang Dai     | CHN  | 1:33.73 | q         |
| 5    | Saichon Konjen   | THA  | 1:33.81 | q         |
| 6    | Samuel Rizzo     | AUS  | 1:45.33 |           |
| —    | Daniel Sidbury   | GBR  | DNS     |           |

## Finale
| Rang   | Naam               | Naam | Tijd    | Bijz.  |
| ------ | ------------------ | ---- | ------- | ------ |
| Goud   | Jin Hua            | CHN  | 1:28.20 | PR, PB |
| Zilver | Dai Yunqiang       | CHN  | 1:29.94 | PB     |
| Brons  | Marcel Hug         | SUI  | 1:30.98 |        |
| 4      | Nathan Maguire     | GBR  | 1:31.09 |        |
| 5      | Daniel Romanchuk   | USA  | 1:31.24 |        |
| 6      | Athiwat Paeng-Nuea | THA  | 1:31.27 |        |
| 7      | Saichon Konjen     | THA  | 1:31.60 |        |
| 8      | Yang Hu            | CHN  | 1:31.89 | SB     |